# Сазът: Ключ към сърцето
Сазът: Ключ към сърцето (на английски: Saz: The Key of Trust) е германско-турски документален филм от 2018 г. на режисьора Стефан Тално.
Филмът представя свирещата на саз германка Петра. Тя пътува из села в Балканите, Истанбул, Кавказ и достига до град Хорасан в Иран. По пътя си среща различни музиканти на саз.